# Cnipsomorpha erinacea
Cnipsomorpha erinacea är en insektsart som beskrevs av Hennemann, Conle, W. Zhang och Yan Liu 2008. Cnipsomorpha erinacea ingår i släktet Cnipsomorpha och familjen Phasmatidae. Inga underarter finns listade i Catalogue of Life.